# Pino III Ordelaffi
Pino III Ordelaffi (Forlì, 11 marzo 1436 – Forlì, 10 febbraio 1480) fu signore di Forlì dal 1466 al 1480.

## Biografia

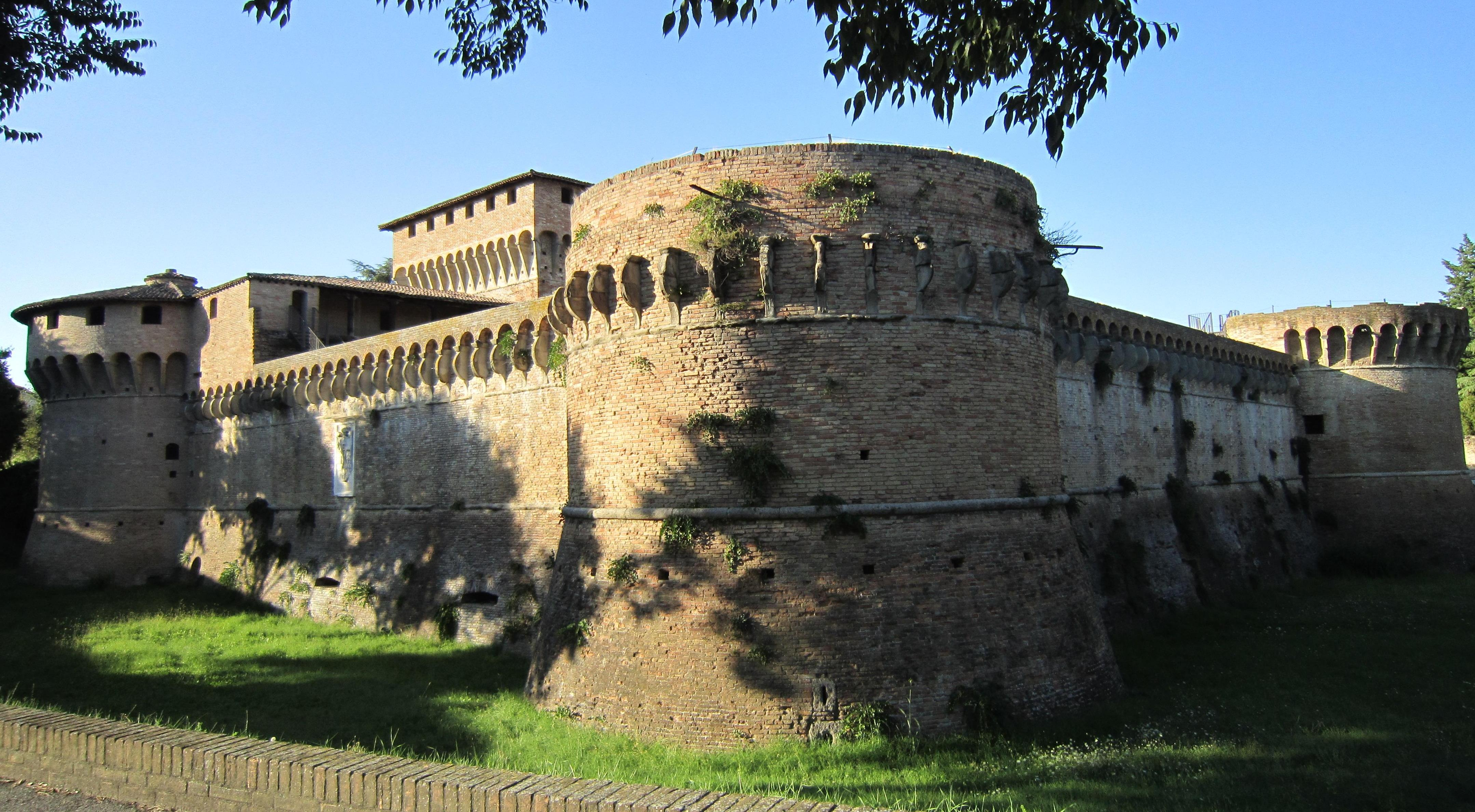
La rocca di Ravaldino.

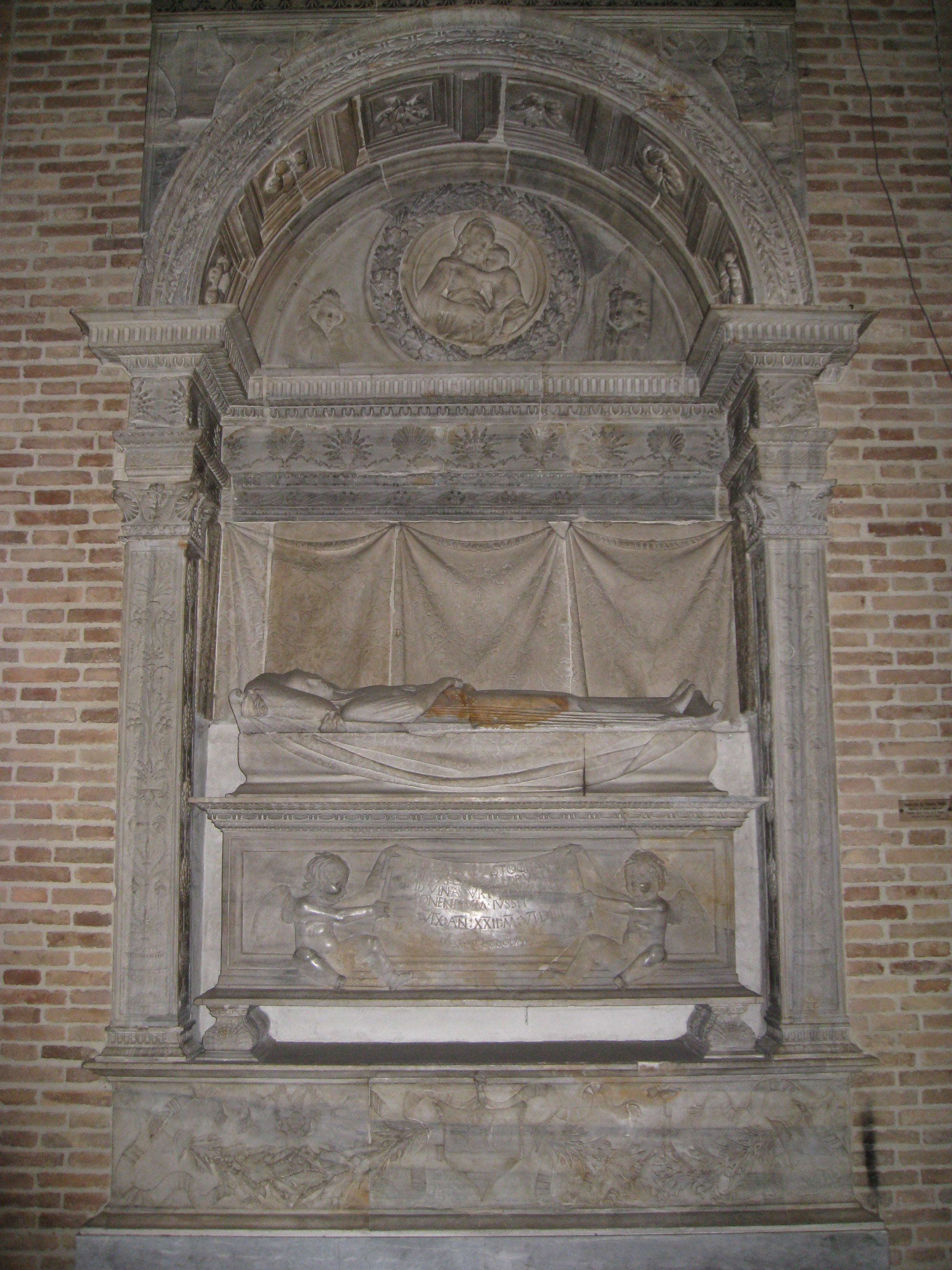
Il sepolcro di Barbara Manfredi.

Figlio di Antonio Ordelaffi e di Caterina Rangoni, fratello di Francesco IV detto Cecco, cui succedette, sposò Barbara Manfredi, poi Zaffira Manfredi (morta nel 1473) e infine Lucrezia Pico della Mirandola. Non ebbe prole legittima.
Barbara Manfredi, figlia del signore di Faenza Astorre II, o Astorgio II, venne promessa, all'età di sette anni, a Pino, che effettivamente sposò nel 1462. La loro unione fu piuttosto inquietante per le vicende tragiche e i presunti delitti che la caratterizzarono.
Nel 1463 Pino, ammalatosi gravemente, fu sospettato di aver avvelenato con l'arsenico il fratello Francesco. In seguito Pino guarì.
In altro periodo, però, sarà Francesco nel 1466 ad essere infermo e Barbara Manfredi tentò a sua volta, vanamente, di intossicare anche lui, che venne infine realmente ucciso da un ufficiale.
Pino diventò, dunque, signore di Forlì, posizione che consolidò anche grazie all'appoggio della potente repubblica di Venezia che aveva molti interessi nel territorio degli Ordelaffi.
Le suddette singolari circostanze, tuttavia, non si esaurirono: la moglie di Pino, Barbara, morì all'improvviso, mentre il padre di lei sospettò immediatamente che il marito potesse averla avvelenata per gelosia.
La situazione con i Manfredi di Faenza era seriamente compromessa e Pino si avvicinò, pertanto, ai Manfredi di Imola. Anche la seconda consorte, Zaffira Manfredi, morì inaspettatamente dopo due anni di matrimonio. Le cose andarono meglio, invece, alla terza, Lucrezia Pico, che sopravvisse a Pino, ma fu tacitamente accusata di averlo avvelenato.
In memoria di Barbara Manfredi, per dimostrare l'affetto che sentiva per lei, Pino fece realizzare un bellissimo monumento funebre, opera di Francesco di Simone Ferrucci da Fiesole, che, collocato originariamente nella chiesa forlivese di San Biagio in San Girolamo, distrutta da un bombardamento durante la seconda guerra mondiale, è ora visibile nella suggestiva abbazia di San Mercuriale di Forlì.
Il terzultimo signore di Forlì si dedicò, invero, attivamente al benessere dei sudditi e, sotto la sua amministrazione, ci fu prosperità e aumentò il prestigio della corte. Fu un impegnato mecenate e protesse valenti artisti. Arricchì il palazzo di città e fortificò la rocca di Ravaldino, fece costruire nuove chiese impreziosendole con opere d'arte.
Pino morì, all'età di 44 anni, il 10 febbraio 1480, avvelenato dalla moglie Lucrezia Pico, durante una cena in casa del suo segretario di corte Luffo Numai. Fu inumato nella chiesa di San Girolamo a Forlì. Lasciò il suo patrimonio ai figli naturali, fra cui Sinibaldo II che, dodicenne, gli succedette per un brevissimo periodo sotto la tutela di Lucrezia Pico: l'8 luglio 1480 però si sparse la notizia della morte del bambino, anche se il suo corpo non fu mai trovato..
Figlie naturali di Pino furono anche Caterina, che il 9 febbraio 1480 sposò Giovanni Tomasoli, e Lucrezia, moglie di Andalò Grifoni.
L'ultimo signore di Forlì sarà Antonio Maria Ordelaffi, figlio di Francesco IV Ordelaffi, fratello di Pino, che governò tra il 1503 e il 1504, dopo l'amministrazione di Caterina Sforza e l'occupazione di Cesare Borgia. Il territorio verrà annesso allo Stato Pontificio.

## Ascendenza
|                                           |                  |                                       | Genitori                                            |  |  | Nonni |  |  | Bisnonni           |  |  | Trisnonni                                |  |
|                                           |                  |                                       |                                                     |  |  |       |  |  | Giovanni Ordelaffi |  |  | Francesco II Ordelaffi, signore di Forlì |  |
|                                           |                  |                                       |                                                     |  |  |       |  |  | Giovanni Ordelaffi |  |  | Francesco II Ordelaffi, signore di Forlì |  |
|                                           |                  | Marzia Ubaldini                       |                                                     |  |  |       |  |  | Giovanni Ordelaffi |  |  |                                          |  |
| Francesco III Ordelaffi, signore di Forlì |                  |                                       |                                                     |  |  |       |  |  | Giovanni Ordelaffi |  |  |                                          |  |
|                                           |                  | Taddea Malatesta                      | Malatesta III Malatesta, signore di Pesaro e Rimini |  |  |       |  |  |                    |  |  |                                          |  |
|                                           |                  | Taddea Malatesta                      | Malatesta III Malatesta, signore di Pesaro e Rimini |  |  |       |  |  |                    |  |  |                                          |  |
|                                           |                  | Taddea Malatesta                      | Costanza Ondedei                                    |  |  |       |  |  |                    |  |  |                                          |  |
| Antonio Ordelaffi, signore di Forlì       |                  | Taddea Malatesta                      |                                                     |  |  |       |  |  |                    |  |  |                                          |  |
|                                           |                  | …                                     | …                                                   |  |  |       |  |  |                    |  |  |                                          |  |
|                                           |                  | …                                     | …                                                   |  |  |       |  |  |                    |  |  |                                          |  |
|                                           |                  | …                                     | …                                                   |  |  |       |  |  |                    |  |  |                                          |  |
| …                                         |                  | …                                     |                                                     |  |  |       |  |  |                    |  |  |                                          |  |
|                                           |                  | …                                     | …                                                   |  |  |       |  |  |                    |  |  |                                          |  |
|                                           |                  | …                                     | …                                                   |  |  |       |  |  |                    |  |  |                                          |  |
|                                           |                  | …                                     | …                                                   |  |  |       |  |  |                    |  |  |                                          |  |
| Pino III Ordelaffi, signore di Forlì      |                  | …                                     |                                                     |  |  |       |  |  |                    |  |  |                                          |  |
|                                           | Jacopino Rangoni | Gherardo Rangoni                      |                                                     |  |  |       |  |  |                    |  |  |                                          |  |
|                                           | Jacopino Rangoni | Gherardo Rangoni                      |                                                     |  |  |       |  |  |                    |  |  |                                          |  |
|                                           | Jacopino Rangoni | Mabilia di Porzia                     |                                                     |  |  |       |  |  |                    |  |  |                                          |  |
| Gherardo Rangoni                          | Jacopino Rangoni |                                       |                                                     |  |  |       |  |  |                    |  |  |                                          |  |
|                                           |                  | Beatrice da Correggio                 | Guido V, signore di Correggio                       |  |  |       |  |  |                    |  |  |                                          |  |
|                                           |                  | Beatrice da Correggio                 | Guido V, signore di Correggio                       |  |  |       |  |  |                    |  |  |                                          |  |
|                                           |                  | Beatrice da Correggio                 | Violante Alidosi                                    |  |  |       |  |  |                    |  |  |                                          |  |
| Caterina Rangoni                          |                  | Beatrice da Correggio                 |                                                     |  |  |       |  |  |                    |  |  |                                          |  |
|                                           |                  | Salvatico Boiardo, signore di Rubiera | Gherardo Bojardo, signore di Rubiera                |  |  |       |  |  |                    |  |  |                                          |  |
|                                           |                  | Salvatico Boiardo, signore di Rubiera | Gherardo Bojardo, signore di Rubiera                |  |  |       |  |  |                    |  |  |                                          |  |
|                                           |                  | Salvatico Boiardo, signore di Rubiera | …                                                   |  |  |       |  |  |                    |  |  |                                          |  |
| Beatrice Boiardo                          |                  | Salvatico Boiardo, signore di Rubiera |                                                     |  |  |       |  |  |                    |  |  |                                          |  |
|                                           |                  | …                                     | …                                                   |  |  |       |  |  |                    |  |  |                                          |  |
|                                           |                  | …                                     | …                                                   |  |  |       |  |  |                    |  |  |                                          |  |
|                                           |                  | …                                     | …                                                   |  |  |       |  |  |                    |  |  |                                          |  |
|                                           |                  | …                                     |                                                     |  |  |       |  |  |                    |  |  |                                          |  |